# Пралтрилер
Пралтрилер - непрецртани мордент (енгл. upper mordent) је украс који се састоји од брзе једнократне смене главног тона и његовог суседног вишег тона. Бележи се следећим знаком:  над нотом.
 Playⓘ
- Евентуално повишење или снижење помоћног тона означава се хроматским знаком изнад ознаке за пралтрилер, као нпр.:

 Playⓘ
Пралтрилер може бити и двострук, као нпр:
 Playⓘ
- Код двоструког пралтрилера[3] повишење или снижење помоћног тона означава се хроматским знаком изнад ознаке за двоструки пралтрилер, као нпр.:

 Playⓘ
- Пралтрилер је наглашен украс, тј. одузима од вредности следећој ноти (за разлику од двоструког кратког предудара).